# Sydney Walker (Schauspieler)
Sydney Walker (* 5. Mai 1921 in Philadelphia, Pennsylvania; † 30. September 1994 in San Francisco, Kalifornien) war ein US-amerikanischer Bühnen- und Filmschauspieler, dessen Karriere über fünf Jahrzehnte währte.

## Leben
Sydney Walker studierte ursprünglich Pantomime am Conservatoire Nationale de Musique in Paris. Er wirkte während seiner Karriere vorwiegend als Bühnenschauspieler. Seine Schauspielpraxis erhielt er bei Jasper Deeter am Hedgerow Theatre in Rose Valley, Pennsylvania, einem Repertoiretheater, an dem er in den späten 1940er Jahren ein breites Rollenspektrum darstellte.
Sein Bühnendebüt am Broadway gab Walker 1960 als Erzbischof von Canterbury in der berühmtgewordenen Produktion von Jean Anouilhs Theaterstück Becket oder die Ehre Gottes, mit Laurence Olivier und Anthony Quinn in den Hauptrollen. In den 1960er Jahren gehörte Walker zu den bekannten Broadway-Schauspielern. Er spielte breites Bühnenrepertoire, das klassische und zeitgenössische Theaterrollen und Figuren umfasste. Er wirkte insgesamt im Verlauf seiner Karriere in über 200 Inszenierungen mit. Zwischen 1960 und 1973 war er als Darsteller allein in insgesamt über 20 Broadway-Inszenierungen zu sehen.
Zwischen 1966 und 1969 war Sydney Walker einer der Hauptdarsteller der von Ellis Rabbs geleiteten APA-Phoenix Repertory Company in New York City, wo er mit Schauspielkollegen wie Rosemary Harris, Donald Moffet, Keene Curtis, Paul Sparer und Nancy Marchand arbeitete, die alle später eine bedeutende Karriere im Film, im Fernsehen und am Theater entwickelten. Die Truppe spielte u. a. am Phoenix Theater und am Lyceum Theater. 1967 wurde er für den Tony Award in der Kategorie „Best Featured Actor in a Play“ für seine Darstellung als Ekdal in The Wild Duck nominiert. Anschließend war er Mitglied der „repertory company“ am Vivian Beaumont Theater im Lincoln Center, wo er unter anderem den Zweiten Gott in Bertolt Brechts Stück The Good Woman of Setzuan (1970), den Sir Toby Belch in der Shakespeare-Komödie Twelfth Night (1972) und den Juden Shylock in Shakespeares Tragikomödie The Merchant of Venice spielte. Seine letzte Produktion dort war 1973 Veronica's Room, als Standby für Arthur Kennedy.
1974 wurde er Ensemblemitglied des American Conservatory Theater in San Francisco. Dort wirkte er in über 60 Bühnenproduktionen mit, u. a. als Scrooge in A Christmas Carol. Zu seinen weiteren Rollen dort gehörten u. a. Lord Porteus in Somerset Maughams Theaterstück The Circle und Ash in The National Health von Peter Nichols. Seine letzte Bühnenrolle hatte er 1993 in Molières Komödie Learned Ladies.
Walker unternahm auch mehrere Theatertourneen u. a. mit Eugene O’Neills Schauspiel Long Day's Journey Into Night, Mary Stuart und Elizabeth the Queen von Maxwell Anderson, mit Eva Le Gallienne in der Hauptrolle als Partnerin. Regelmäßig trat er auch beim Sommertheater am Olney Theater in Maryland auf.
Im Film wurde Walker als Nebendarsteller (sog. character actor) eingesetzt. Sein Filmdebüt hatte er in dem Spielfilm Der schnellste Weg zum Jenseits (1968), mit Kirk Douglas in der Hauptrolle. Als Filmschauspieler war er in den 1970er Jahren als Dr. Shapely im Film Love Story (1970) zu sehen; weitere Rollen hatte er in The Way We Live Now (ebenfalls 1970) und Puzzle of a Downfall Child (1970; als Psychiater). Seine bekannteste Rolle spielte er 1992 in der Filmkomödie Body Switch – Verhexte Küsse, in der er einen alten, schwerkranken Mann spielte, mit dem die frischvermählte Braut Rita (Meg Ryan) ihren Körper tauscht. 1993 hatte er eine kleine Rolle als Busfahrer in Mrs. Doubtfire – Das stachelige Kindermädchen. Eine weitere Rolle spielte er als Mr. Wankmueller in der Macaulay-Culkin-Komödie Allein mit Dad & Co (1994).
Außerdem hatte er zahlreiche Fernsehrollen und Fernsehauftritte, u. a. in der The Phil Silvers Show. Seine Stimme lieh er auch dem Kinderspielzeug Grampa Time, ein Spielzeug mit Nachtlicht, das Gute-Nacht-Geschichten vorlas.
In den späten 1970er und 1980er Jahren war er als Schauspiellehrer und Hauptdarsteller am Geary Theatre in San Francisco tätig. Er unterrichtete außerdem Schauspiel am dortigen American Conservatory Theater (A.C.T.).
Walker erlag im Alter von 73 Jahren nach kurzer Krankheit einem Krebsleiden. Er starb in San Francisco in einem Haus von Freunden.

## Filmografie (Auswahl)
- 1968: Der schnellste Weg zum Jenseits (A Lovely Way to Die)
- 1970: The Skirts of Happy Chance (Fernsehfilm)
- 1970: The Way We Live Now
- 1970: Puzzle of a Downfall Child
- 1970: Love Story
- 1990: Danielle Steel – Preis des Glücks (Fine Things; Fernsehfilm)
- 1990: Best Shots
- 1991: Im Schatten des Zweifels (Shadow of a Doubt; Fernsehfilm)
- 1992: Body Switch – Verhexte Küsse (Prelude to a Kiss)
- 1993: Mrs. Doubtfire – Das stachelige Kindermädchen (Mrs. Doubtfire)
- 1994: Allein mit Dad & Co (Getting Even with Dad)